# Laatamna
Laatamna (en àrab العثامنة, al-ʿAtāmna; en amazic ⵍⵄⵜⴰⵎⵏⴰ) és una comuna rural de la província d'El Kelâa des Sraghna, a la regió de Marràqueix-Safi, al Marroc. Segons el cens de 2014 tenia una població total de 10.063 persones.